# Đồng tiền quỷ ám
Đồng tiền quỷ ám là một bộ phim truyền hình được thực hiện bởi Đài Truyền hình Việt Nam cùng Hãng phim truyện Việt Nam do Trần Chí Thành làm đạo diễn. Phim được chuyển thể từ tiểu thuyết cùng tên của nhà văn Nguyễn Như Phong. Phim phát sóng vào lúc 20h40 thứ 2, 3 hàng tuần bắt đầu từ ngày 23 tháng 5 năm 2016 và kết thúc vào ngày 19 tháng 9 năm 2016 trên kênh VTV1.

## Nội dung
Đồng tiền quỷ ám xoay quanh trưởng phòng cảnh sát giao thông Huỳnh Sơn Đồng (Đức Sơn) – một nhân vật có đời sống và diễn biến tâm lý phức tạp. Ông dần rơi vào cạm bẫy của đồng tiền, có mối quan hệ với bọn tội phạm xuyên quốc gia như Chum Nốp (Thạch Kim Long) và những người đẹp núp dưới danh nghĩa người mẫu nhưng thực chất là buôn bán phụ nữ sang biên giới...

## Diễn viên
- Đức Sơn trong vai Huỳnh Sơn Đồng[4]
- Hà Việt Dũng trong vai Huỳnh Bảo Lâm[4]
- Cao Thái Hà trong vai Kim Oanh[4]
- Công Hậu trong vai Trịnh Lương[4]
- Thạch Kim Long trong vai Chum Nốp[4]
- Công Dũng trong vai Thạch Sang[4]
- Thân Thúy Hà trong vai Bảy Liêm[4]
- Kha Ly trong vai Mai[4]
- Huỳnh Anh Tuấn trong vai Tiệp[4]
- Dương Hoàng Anh trong vai Nam[4]
- Lý Anh Tuấn trong vai Hải Sắt[4]
- Mỹ Duyên trong vai Bà Lanh
- Thúy Nga trong vai Hòa
- Văn Phượng trong vai Xuân
- Hoàng Đức trong vai Heng

Cùng một số diễn viên khác....

## Nhạc phim
- Sắc màu[5]

Sáng tác: Lê Anh Dũng
Thể hiện: Trà My
- Lạc lối

Sáng tác: Lê Anh Dũng
Thể hiện: Lương Trường Giang

## Sản xuất
Kịch bản phim được viết bởi nhà văn Nguyễn Như Phong, chuyển thể từ tiểu thuyết cùng tên của ông, trong vòng bốn tháng. Khâu tiền kỳ của bộ phim mất sáu tháng để hoàn thành, trong đó các bối cảnh sòng bạc đoàn phim đã phải tự dựng lại và thuê phim trường do việc tìm bối cảnh ngoài đời thực không thành công. Đồng tiền quỷ ám được ghi nhận là bộ phim có "tổng số km di chuyển" nhiều nhất trong số các phim truyền hình. Nhiều cảnh quay đoàn phim đã phải sử dụng đến 10 máy quay cùng một lúc thay vì hai đến ba máy quay như bình thường. Số diễn viên quần chúng được thống kê với con số gần 5000 người.

## Đón nhận
Tại thời điểm phát sóng, bộ phim đã nhanh chóng "gây sốt" khán giả truyền hình, được cho là vì nội dung hấp dẫn mang tính thời sự, tiết tấu phim nhanh cùng diễn xuất tròn vai của các diễn viên. Tỷ suất người xem của bộ phim luôn ở ngưỡng 5.0, có tập lên tới 9.0, được coi là cao nhất so với các bộ phim phát sóng cùng khung giờ của nhà đài. Sự đón nhận của bộ phim được đánh giá là "một kỷ lục" trong bối cảnh các bộ phim truyền hình Việt Nam tương tự kém thu hút người xem. Bộ phim cũng trở thành đối tượng của nhiều kênh chiếu phim lậu nhằm thu hút lượng truy cập.

## Tranh cãi
Dù có nhiều cảnh hành động, đại cảnh lớn xuyên suốt thời lượng phim, Đồng tiền quỷ ám vẫn bị so sánh giống như kịch truyền hình vì dành quá nhiều thời lượng để các nhân vật đối thoại với nhau "liên miên về nhân tình thế thái". Cách xây dựng nhân vật và tình tiết trong phim cũng gây nên tranh cãi, với một số tình tiết được đánh giá là "phi lý", "lộ liễu", cùng với diễn xuất của vai diễn quần chúng trong phim "khá cứng" và "gượng gạo". Nội dung phim bị cho là làm xấu hình ảnh lực lượng Công an nhân dân Việt Nam, dù tác giả kịch bản phim vốn là một Đại tá. Bộ phim đã gây nên ý kiến trái chiều khi bị cho là "lạm dụng cảnh nóng" quá đà, đến mức diễn viên Cao Thái Hà vì đảm nhận các cảnh nóng trong phim đã dẫn đến việc cô và bạn trai chia tay sau đó.

## Giải thưởng
| Năm  | Giải thưởng  | Hạng mục              | (Người) đề cử | Kết quả | Tham khảo            |
| ---- | ------------ | --------------------- | ------------- | ------- | -------------------- |
| 2016 | Ấn tượng VTV | Diễn viên nữ ấn tượng | Cao Thái Hà   | Đề cử   | [ 17 ] [ 18 ] [ 19 ] |